# Болоњезе сос
Болоњез сос, познат на италијанском као ragù alla bolognese  или ragù bolognese (у Болоњи једноставно ragù), је главна врста рагуа у италијанској кухињи. Повезује се са градом Болоњом. 
Ragù alla bolognese је споро кувани сос на бази меса, а његова припрема укључује неколико техника, укључујући динстање, пржење и динстање. Састојци укључују карактеристичан софрито од црног лука, целера и шаргарепе, као и различите врсте млевене или ситно сецкане говедине, често уз мале количине масне свињетине. Додају се бело вино, млеко и мала количина парадајз пиреа или парадајз соса, а јело се затим лагано крчка док се не добије густ сос. Обично се користи за прелив таљателе и за припрему лазања.
Ван Италије, израз се често користи за сос на бази парадајза коме је додато млевено месо; такви сосови обично имају мало сличности са италијанским ragù alla bolognese, који је у ствари сличнији ragù alla napoletana са југа земље богатог парадајзом. Иако у Италији ragù alla bolognese се не користи са шпагетама (већ са равним тестенинама, као што су таљателе),    у англофоним земљама, „шпагете болоњезе“ су постале популарно јело.

## Еволуција и варијације
Пошто је Артузи забележио, а потом и објавио свој рецепт за maccheroni alla bolognese, оно што је сада ragù alla bolognese еволуирала је заједно са кухињом региона. Најзначајнији је преферирани избор тестенине, која је данас широко препозната као свеже таљателе. Још један одраз еволуције од њеног настанка је додавање парадајза, било као пире или као концентрована паста. 
1982. Италијанска академија кухиње посвећена очувању кулинарског наслеђа Италије, забележила је и депоновала рецепт за „класични болоњезе рагу“ код Привредне коморе Болоње ( Camera di Commercio di Bologna ).    Објављена је и верзија рецепта академије за америчке кухиње.  Нову верзију класичног рецепта објавила је 2023. Италијанска академија кухиње; ова нова верзија је такође депонована у Привредној комори Болоње. 
Данас постоје многе мање варијације рецепта чак и међу домаћим италијанским куварима,    а репертоар су додатно проширили неки амерички кувари познати по својој стручности у италијанској кухињи. 
Бројне варијације међу рецептима за ragù alla bolognese навели су многе да траже дефинитивни, аутентични рецепт.  Неки су предложили рецепт који је регистровала Италијанска кухињска академија 1982. као „најаутентичнији“. 
Према речима списатељице Фелисити Клоук, „Чињеница је да не постоји дефинитиван рецепт за болоњезе сос од меса, али да би био достојан имена, требало би да поштује традиције тог подручја.“ 

## Традиционална услуга и употреба
У Болоњи се традиционално упарује и служи са таљателама направљеним од јаја и меког пшеничног брашна из северне Италије. Прихватљиве алтернативе свежим таљателама укључују друге широке, равне облике тестенина, као што су папарделе или фетучине, и цевасте облике, као што су ригатони и пене.  Иако комбинација рагуа са свежим таљателама остаје најтрадиционалнија и најаутентичнија у болоњској кухињи, неки - попут Пјера Валдисере - залагали су се за искоришћавање његове међународно распрострањене комбинације са шпагетама, чак и покушавајући да је прикажу као не сасвим страну локалној традицији. 
Ragù alla bolognese, заједно са бешамел сосом, користи се и за припрему лазања по болоњезе рецепту..

## Шпагете болоњезе
Шпагете болоњезе, често скраћено на „spag bol“ у Великој Британији и Аустралији, популарна је паста ван Италије, иако није део италијанске кухиње.   Италијани јело генерално доживљавају као неаутентично.    
Порекло јела није јасно, али је могуће да се развило у контексту емиграције јужних Италијана у Америку почетком 20. века као нека врста фузије под утицајем напуљског рагуа богатог парадајзом или се можда развило у имигрантским ресторанима у Британији у послератном добу.  Први помен ове комбинације појавио се у књизи „Практични италијански рецепти за америчке кухиње“, коју је написала Џулија Лавџој Куниберти 1917., а објављена је ради прикупљања средстава за породице италијанских војника, који су се у то време борили у Првом светском рату. У књизи се болоњезе сос препоручује за „макароне или шпагете“, које су већ биле широко распрострањене у Сједињеним Државама (таљателе, које се традиционално праве свеже и тешко их је извозити, биле су ређе). 